# Plenty Highway
Plenty Highway – droga stanowa nr 12, o długości 490 km, w Australii, na obszarze Terytorium Północnego. Łączy drogę Stuart Highway, 70 km na północ od Alice Springs z osadą Tobermorey przy granicy stanu Queensland i drogą Donohue Highway. Nazwa drogi pochodzi od rzeki Plenty.